# خالد بن سعيد
الصحابي خالد بن سعيد بن العاص، من السابقين إلى الإسلام، عينته أم حبيبة (رملة بنت أبي سفيان) وكيلا لها عندما خطبها الرسول محمد ﷺ.

## نسبه
خالد بن سعيد بن العاص بن أمية بن عبد شمس بن عبد مناف بن قصي، القرشي الأموي. يكنى أبا سعيد، أمه أم خالد بن حباب بن عبد ياليل بن ناشب بن غيرة بن سعد بن ليث بن بكر بن عبد مناة بن كنانة 

### أولاده
سعيد بن خالد: ولد بأرض الحبشة، وأمة بنت خالد، ولدت بأرض الحبشة، تزوجها الزبير بن العوام، فولدت له عمراً وخالداً ثم خلف عليها سعيد بن العاص، وليس لخالد بن سعيد اليوم عقب.

## إسلامه
أسلم قديماً، يقال: إنه أسلم بعد أبي بكر الصديق، فكان ثالثاً أو رابعاً، وقيل: كان خامساً. وقال ضمرة بن ربيعة: كان إسلام خالد مع إسلام أبي بكر، وقالت أم خالد بنت خالد بن سعيد بن العاص: كان أبي خامساً في الإسلام. قلت: من تقدمه? قالت: علي بن أبي طالب، وأبو بكر، وزيد بن حارثة، وسعد بن أبي وقاص.
وكان سبب إسلامه أنه رأى في النوم أنه وقف على شفير النار، فذكر من سعتها ما الله أعلم به، وكأن أباه يدفعه فيها، ورأى رسول الله آخذ بحقويه لا يقع فيها، ففزع وقال: أحلف إنها لرؤيا حق، ولقي أبا بكر فذكر ذلك له، فقال له أبو بكر: أريد بك خير، هذا رسول الله فاتبعه، فإنك ستتبعه في الإسلام الذي يحجزك من أن تقع في النار، وأبوك واقع فيها.
فلقي رسول الله وهو بأجياد فقال: يا محمد، إلى من تدعو? قال: «أدعو إلى الله وحده لا شريك له، وأن محمداً عبده ورسوله، وتخلع ما أنت عليه من عبادة حجر لا يسمع ولا يبصر، ولا يضر ولا ينفع، ولا يدري من عبده ممن لم يعبده». قال خالد: فإني أشهد أن لا إله إلا الله، وأشهد أنك رسول الله، فسر رسول الله بإسلامه، وتغيب خالد، وعلم أبوه بإسلامه فأرسل في طلبه من بقي من ولده، ولم يكونوا أسلموا، فوجدوه، فأتوا به أباه أبا أحيحة سعيداً، فسبه وبكته وضربه بعصا في يده حتى كسرها على رأسه، وقال: اتبعت محمداً وأنت ترى خلافه قومه، وما جاء به من عيب آلهتهم وعيب من مضى من آبائهم! قال: قد والله تبعه على ما جاء به. فغضب أبوه ونال منه، وقال: اذهب يا لكع حيث شئت، والله لأمنعك القوت، فقال خالد: إن منعتني فإن الله يرزقني ما اعيش به. فأخرجه وقال لبنيه: لا يكلمه أحد منكم إلا صنعت به ما صنعت بخالد. فانصرف خالد إلى رسول الله ، فكان يلزمه، ويعيش معه.
وتغيب عن أبيه في نواحي مكة حتى خرج المسلمون إلى أرض الحبشة في الهجرة الثانية، فخرج معهم، وكان أبوه شديداً على المسلمين، وكان أعز من بمكة، فمرض فقال: لئن الله رفعني من مرضي هذا لا يعبد إله ابن أبي كبشة بمكة. فقال ابنه خالد عند ذلك: اللهم لا ترفعه. فتوفي في مرضه ذلك.

## هجرته
وهاجر خالد إلى الحبشة ومعه امرأته أميمة بنت خلف الخزاعية، وولد له بها ابنه سعيد بن خالد، وابنته أم خالد، واسمها أمة، وهاجر معه إلى أرض الحبشة أخوه عمرو بن سعيد بن العاص، وقدما على رسول الله بخيبر مع جعفر بن أبي طالب في السفينتين، فكلم رسول الله المسلمين، فأسهموا لهم.

## جهاده وعمله
وشهد مع النبي القضية وفتح مكة، وحنيناً، والطائف، وتبوك، وبعثه رسول الله عاملاً على صدقات اليمن، وقيل: على صدقات مذحج وعلى صنعاء، فتوفي النبي وهو عليها.
ولم يزل خالد وأخواه عمرو وأبان على أعمالهم التي استعملهم عليها رسول الله حتى توفي رسول الله ، فلما توفي رجعوا عن أعمالهم، فقال لهم أبو بكر: ما لكم رجعتم? ما أحد أحق بالعمل من عمال رسول الله ، ارجعوا إلى أعمالكم، فقالوا: نحن بنو أبي أحيحة لا نعمل لأحد بعد رسول الله أبداً. وكان خالد على اليمن، وأبان على البحرين، وعمرو على تيماء وخيبر، وقرى عربية، وتأخر خالد وأخوه أبان عن بيعة أبي بكر. فقال لبني هاشم: إنكم لطوال الشجر طيبوا الثمر، ونحن تبع لكم، فلما بايع بنو هاشم أبا بكر بايعه خالد وأبان.
روايته للحديث: روى عنه سعيد بن عمرو بن العاص بن سعيد بن العاص مرسلا.

## وفاته
ثم استعمل أبو بكر خالداً على جيش من جيوش المسلمين حين بعثهم إلى الشام، فقتل بمرج الصفر في خلافة أبي بكر، وقيل: كانت وقعة مرج الصفر سنة 14 هـ في صدر خلافة عمر. وقيل: بل كان قتله في وقعة أجنادين بالشام قبل وفاة أبي بكر بأربع وعشرين ليلة، وقد اختلف أصحاب السير في وقعة أجنادين، ووقعة الصفر، ووقعة اليرموك، أيها قبل الأخرى.

## طالع كذلك
- صحابة.